# 中国人民解放军陆军合成第八旅
合成第八旅（英語：8th Combined Arms Brigade），又称“白老虎部队”，是中国人民解放军陆军第七十八集团军下辖的一个重型合成旅，驻地黑龙江省哈尔滨市。

## 概述
该旅由1968年9月26日成立的装甲第八师大部改编而来，2017年改为现有编制。

## 沿革
参考资料：
| 部隊番號   | 使用時期                 |
| ---------- | ------------------------ |
| 坦克第八师 | 1967年9月26日-1998年10月 |
| 装甲第八师 | 1998年10月-2011年12月    |
| 装甲第八旅 | 2011年12月-2017年2月     |
| 合成第八旅 | 2017年2月至今            |